# Makrofagia
Makrofagia – odżywianie się pokarmem, którego cząstki mają duże rozmiary i najczęściej są rozdrabniane za pomocą różnych narządów gębowych (np. szczęk, żuwaczek albo zębów) lub połykane w całości i kruszone dopiero wewnątrz przewodu pokarmowego.